# ألكسندر نيكولسكي
ألكسندر ميخائيلوفيتش نيكولسكي (18 فبراير 1858 - 8 ديسمبر 1942) (بالروسية: Александр Михайлович Никольский) هو عالم حيوان روسي-أوكراني ولد في مدينة أستراخان.

## مسيرته
من 1877 إلى 1881، درس في جامعة سانت بطرسبورغ، وحصل على الدكتوراه سنة 1887.
من 1881 إلى 1891، شارك في العديد من البعثات إلى سيبيريا والقوقاز وإيران واليابان وغيرها.
في عام 1887 أصبح أستاذا مشاركا في سانت بطرسبرغ، ثم أصبح مدير قسم علم الزواحف والبرمائيات في متحف علم الحيوان التابع لأكاديمية العلوم سنة 1895.
في عام 1903 أصبح أستاذا في جامعة خاركيف. في عام 1919 تم انتخابه عضوا في أكاديمية العلوم في أوكرانيا.
تمّ تسمية أفعى (Vipera nikolskii) والسلحفاة المهمازية الورك (Testudo graeca nikolskii) باسمه تكريما له.

## روابط خارجية
- European herpetological societies